# Chinancáhuatl
Chinancáhuatl är en ort i Mexiko.   Den ligger i kommunen Zacualtipán de Ángeles och delstaten Hidalgo, i den sydöstra delen av landet, 160 km norr om huvudstaden Mexico City. Chinancáhuatl ligger 844 meter över havet och antalet invånare är 205.
Terrängen runt Chinancáhuatl är kuperad norrut, men söderut är den bergig. Runt Chinancáhuatl är det ganska glesbefolkat, med 38 invånare per kvadratkilometer. Närmaste större samhälle är Tecapa, 2,4 km nordväst om Chinancáhuatl. Omgivningarna runt Chinancáhuatl är en mosaik av jordbruksmark och naturlig växtlighet.